# 철의 심장을 가진 남자
《철의 심장을 가진 남자》(HHhH, The Man with the Iron Heart)는 미국에서 제작된 세드릭 히메네즈 감독의 2017년 액션, 스릴러, 전쟁 영화이다. 제이슨 클락 등이 주연으로 출연하였고 다니엘 크라운 등이 제작에 참여하였다.
2015년 9월부터 2016년 2월까지 프라하와 부다페스트에서 촬영되었다.

## 출연

### 주연
- 제이슨 클락
- 로자먼드 파이크
- 미아 와시코브스카
- 잭 레이너
- 잭 오코넬

### 조연
- 스티븐 그레이엄
- 토마스 M. 라이트
- 바리 아츠마
- 제프 벨
- 엔조 실렌티
- 노아 주프
- 볼커 브루흐
- 아담 나가이티스
- 오스카 케네디

## 기타
- 원작자: 로랑 비네
- 공동제작: 데이빗 클레이큰스
- 공동제작: 실베인 골드버그
- 공동제작: 알렉스 버바에르
- 음향: 알렉시스 플레이스
- 사운드슈퍼바이저: 그웨놀 르 보르뉴
- 미술: 장-필립 모류스
- 특수효과: 기 몽비야드
- 특수효과: 로날드 그로어
- 시각효과: 기욤 라 구에즈
- 의상: 올리비에 베리엇
- 배역: 레그 포어스쿠트-에드거튼

## 같이 보기
- 유인원 작전